# Fogot
Els fogots són una sensació sobtada de calor excessiva i poden anar acompanyats d'enrojolament, sudoració o sensació d'ofegament. Solen ser incontrolats i durar entre mig i cinc minuts. No són causats pel sol fet que la persona es trobi a altes temperatures ni perquè faci exercici físic, sinó que apareixen per diverses raons hormonals o en viure una situació de vergonya. També es pot dir sufocació, calrada o calorada.
Es poden sentir a tot el cos o només a la part superior d'aquest. Sol sentir-se sobretot a la cara i pot progressar cap al coll, pit i braços. Els fogots poden anar seguits de suor i fred o calfreds. Poden incloure acceleració del pols o envermelliment de la pell, especialment de la cara. Poden ser de diferents intensitats, des de suaus als quals només se sent una lleugera escalfor i enrojolament a les galtes fins als més severs, que poden fer despertar d'un son profund a la persona que el té.
A les dones, algunes de les causes són els canvis hormonals (baixades de la taxa d'estrògens) durant la menstruació, com a part de la síndrome premenstrual, a l'embaràs i a l'inici, o poc abans (fins a dos o tres anys), de la menopausa. De la mateixa manera, els homes amb fortes davallades de testosterona també tendeixen a tenir fogots.